# Takuya Ohata
Takuya Ohata (大畑 拓也 Ohata Takuya?), född 28 maj 1990 i Mie prefektur, är en japansk fotbollsspelare.
Ohata började sin karriär 2009 i Júbilo Iwata. Efter Júbilo Iwata spelade han för Azul Claro Numazu, SC Sagamihara och Fujieda MYFC.